# 博图卡图
博图卡图是巴西圣保罗州的一个市镇。总面积1482.874平方公里，总人口130348人，人口密度87.9人/平方公里。